# Onàs
Onàs (en llatí Onasus, en grec antic  ̓́Ονασος) fou un escriptor grec.
Va ser l'autor d'una obra sobre les llegendàries amazones amb el títol Αμαζονίς o ̓Αμαζονικά que alguns suposen un poema èpic, però sembla clar que realment era una obra escrita en prosa. És l'única obra que se li coneix. La seva època és desconeguda.